# Глицерий
Глицерий (лат. Glycerius) — император Западной Римской империи, правивший в 473—474 годах.
О его происхождении и семье ничего не известно. Глицерий был возведён на престол Западной Римской империи при поддержке военного магистра Гундобада, который был бургундом. Однако новый правитель так и не был признан восточным римским императором Львом I Макеллой, способствовавшим тому, что Юлий Непот, племянник императорской жены, сверг Глицерия. Затем бывший император стал епископом далматийского города Салоны. Дальнейшая его судьба неизвестна.

## Биография

### Восхождение на престол
Источники, рассказывающие о Глицерии, весьма разрозненны и скудны. Есть предположение, что его полным именем было Флавий Глицерий. Дата его рождения неизвестна даже приблизительно. Известно, что на момент своего восхождения на престол он занимал пост комита доместиков — начальника императорской гвардии при дворе в Равенне. Кроме того, возможно, что до этого он командовал римской армией в Далмации.
В 472 году Западная Римская империя была охвачена гражданской войной между императором Прокопием Антемием и его военным магистром, варваром по происхождению Рицимером. В апреле 472 года Рицимер зашёл так далеко, что создал императору соперника в лице прибывшего в Италию Олибрия, который стал единственным западным императором после убийства Антемия в июле того же года после взятия Рима в результате пятимесячной осады. До этого он уже выступал кандидатом на трон западной империи от короля вандалов Гейзериха в 461 году. Однако Олибрий продержался на престоле всего лишь в течение нескольких месяцев, скончавшись в начале ноября 472 года от чумы. К этому времени умер также и Рицимер.
Восточный римский император Лев I Макелла, который являлся в то время единственным правителем римского мира, никак не мог подобрать подходящего человека на западноримский престол. Поэтому к марту 473 года престол Запада пустовал на протяжении четырёх месяцев. В связи с этим в Равенне при поддержке германских подразделений римской армии новый военный магистр и патриций, племянник Рицимера, Гундобад взял ситуацию в свои руки и провозгласил императором комита доместиков (элитный отряд императорской гвардии) Глицерия. Историк Иордан говорит, что это произошло «скорее путём захвата, чем избрания». Феофан Исповедник говорит, что Глицерий был «муж знаменитый». Дата этого события точно не известна: Старшие Виндобонские фасты называют 5 марта, а «Paschale Campanum» — 3 марта. В очередной раз римский император вступил на престол благодаря варварскому военачальнику. Назначение Глицерия императором поддержал король бургундов и военный магистр Галлии Хильперик. Это был не первый случай, когда комит доместиков стал императором: Майориан занимал ту же должность в 456 году.

### Правление

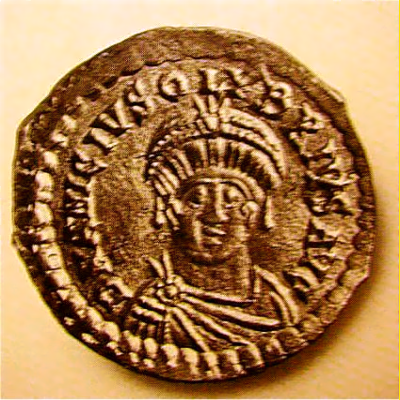
Олибрий, предшественник Глицерия

Очень мало известно о непродолжительном правлении Глицерия. В своей биографии святого Епифания, епископа Павии, Магн Феликс Эннодий утверждает, что император предпринял «много мер для общественного блага», но упоминает только, что он по ходатайству епископа Епифания возместил «ущерб, нанесённый его матери некоторыми из его подданных». До нашего времени дошёл единственный закон, датированный 11 марта 473 года, относящийся к правлению Глицерия, посвящённый симонии и направленный на имя Гимилькона, префекта претория Италии. Данный закон переняли также и префекты претория Иллирика и Востока, которые подчинялись восточному императору, хотя Глицерий, конечно, не имел права навязывать свои законы Иллирику или Востоку. Кроме того, выпуск закона был осуществлён также и с той целью, чтобы получить церковное одобрение.
Ральф Мэтисен предполагает, что Глицерий старался оставаться в хороших отношениях с Восточной Римской империей. Большую часть времени своего правления Глицерий жил в Северной Италии, о чём свидетельствует тот факт, что все найденные монеты, относящиеся ко времени его правления, кроме одной, были отчеканены на монетных дворах Медиолана и Равенны. Монеты эпохи Глицерия в целом следуют образцу монет его предшественников — на них изображалась фронтальная фигура императора, который держал длинный, увенчанный крестом скипетр и статуэтку Победы на шаре вне зависимости от того, была одержана победа над врагом или нет. На монетах Глицерия есть особенность — профиль правителя изображён на них в стиле, характерном для тех монет, которые выпускались веком ранее.

#### Борьба с вестготами и остготами
Глицерий, по всей видимости, добился определённых успехов в борьбе с варварской угрозой, используя как дипломатические, так и военные средства. В 473 году вестготский король Эйрих приказал начать вторжение в Италию, но его военачальник Винцентий (который, по сообщению Галльской хроники 511 года, имел звание магистра) был побеждён и убит императорскими комитами Аллой и Синдилой. Несмотря на победоносную оборону Италии, император ничего не мог сделать, чтобы предотвратить захват вестготами галльских городов Арелата и Массилии в том же году. Эти города впоследствии были ненадолго возвращены римлянами в правление императора Юлия Непота.
Между тем в 473 году Италия столкнулась с новой серьёзной угрозой, исходившей со стороны остготов. После распада гуннского государства в 454 году правитель Восточной Римской империи Маркиан разрешил этому народу, которым правили три брата — Валамир, Теодемир и Видимир, поселиться в качестве федератов в Северной Паннонии. После разграбления иллирийских провинций и войны с другими германскими племенами около 469 года остготы захватили территории, располагавшиеся в среднем течении Дуная. Спустя два года Теодемира сменил его сын Теодорих, который во главе части остготов направился из Паннонии завоёвывать земли в Нижней Мёзии (спустя двадцать лет он станет королём Италии). Другая часть остготов под предводительством Видимира также выдвинулась из Паннонии и решила вторгнуться в Италию. Глицерий понимал, что возможное объединение Видимира с Винцентием грозит катастрофическими последствиями для империи. Поэтому император отправил остготскому королю посольство и благодаря дипломатическому мастерству и взятке в 2000 солидов отправил его
«из Италии в Галлии, теснимые тогда со всех сторон разными племенами; он уверил [остроготов], что там по соседству владычествуют их родичи везеготы. Что же ещё? Видимир принял дары вместе с поручением от императора Гликерия, отправился в Галлии и, объединившись с родственными везеготами, образовал с ними одно целое, как было некогда.»
Таким образом, проблема угрозы со стороны остготов была разрешена.

#### Отношения с Восточной Римской империей

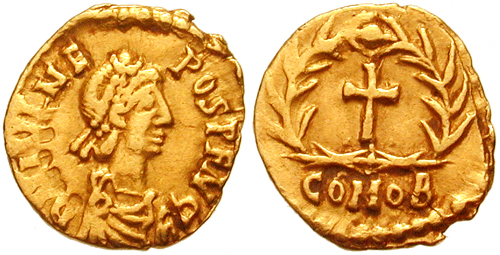
Юлий Непот, преемник Глицерия

Восточный римский император Лев I Макелла не признал как предшественника Глицерия Олибрия, так и его самого. Избрание Глицерия не было ратифицировано восточным двором, поскольку существовало подозрение, что он был марионеткой Гундобада. Таким образом, Лев решил выбрать другого императора из числа своих приближённых. Таковым стал военный магистр Далмации Юлий Непот, который был племянником супруги Льва Элии Верины. Сразу вторгнуться в Италию Непот не мог, так как порты были закрыты на зиму, и поэтому он отложил это предприятие до начала весны 474 года. Лев I Макелла скончался 18 января 474 года, и его преемником стал его внук, малолетний Лев II, который спустя небольшой промежуток времени выбрал в качестве соимператора своего собственного отца Зенона. Зенон продолжил поддерживать официальную позицию Константинополя и отрицал любое признание Глицерия, которого восточный двор продолжал рассматривать в качестве обыкновенного узурпатора, законным правителем.
Несмотря на отсутствие признания, Глицерий пытался примириться с восточным двором или, по крайней мере, старался избежать конфликтов с ним. Например, он не выбрал второго консула в 474 году, в связи с чем единственным консулом на Востоке на тот год был Лев II.

### Свержение и дальнейшая жизнь
Весной 474 года, когда порты были вновь открыты, Юлий Непот пересёк Адриатическое море и вторгся в Италию, чтобы свергнуть Глицерия. Глицерий, по всей видимости, оставил Равенну и переехал в Рим, чтобы противостоять захватчикам. Об этом свидетельствует наличие одной отчеканенной в Риме небольшой серебряной монеты, на которой находится его имя. Эта монета с надписью «VICTORIA AUGGG» (рус. Победа Августов) свидетельствует о существовании трёх императоров. Расположенная на аверсе легенда «D N GLYCERIUS P F AUG» (рус. Наш господин Глицерий благословленный Счастливый Август) ясно показывает, что Глицерий считал себя одним из трёх. Под двумя другими подразумевались Зенон и Лев II. Выпуск монет при таких обстоятельствах, казалось бы, указывает на продолжение существования у Глицерия претензий на императорский титул и намерений противостоять Непоту. Но тем не менее, его дело вскоре потерпело поражение.
Юлий Непот между 19 и 24 июня 474 года высадился в Остии и сверг Глицерия, не оказавшего никакого сопротивления. По сообщению Иордана, Глицерий был сделан епископом Остии, но ряд источников (Аноним Валезия, Иоанн Антиохийский, Евагрий Схоластик, Старшие Виндобонские фасты) говорит о том, что свергнутый император был направлен в Далмацию в качестве епископа города Салоны. В этом отношении судьба Глицерия была похожа на судьбу Эпархия Авита, правившего двадцатью годами ранее, который стал епископом Плацентии.
Свержение Глицерия, таким образом, обошлось без какого-либо кровопролития; историки исследовали возможные причины, почему западный император, у которого были Гундобад и его армия, не пытался сопротивляться. Одной из возможных причин является то, что кандидатура Глицерия, не признанная восточным двором, не получила поддержки ни от римского сената, ни от галло-римской аристократии; сопротивление Непоту без поддержки сената было бы неверным решением для Гундобада. Вполне возможно, что Гундобад, который отсутствовал в Италии, когда Глицерий был низложен, находился в Галлии, чтобы собрать побольше войск для Глицерия. что может указывать на желание западного императора предпринять попытку сопротивления. Однако, по всей видимости, причина его отсутствия заключалась в следующем: он хотел получить долю наследства от своего отца Гундиоха, который был королём бургундов. Поскольку кроме Гундобада у Гундиоха было ещё три сына — Годомар, Хильперик и Годегизель, то Гундобад имел соперников. Таким образом, он фактически оставил Глицерия отстаивать свои права в одиночку.
Глицерий поселился в Салоне. Вскоре в Далмацию прибыл Непот, свергнутый с престола в 475 году в результате государственного переворота военного магистра Флавия Ореста. Непот находился в Салоне в 476 году, когда сын Ореста, император Ромул Август был свергнут королём герулов Одоакром. Византийский историк Малх Филадельфиец, чьи труды сохранились в выписках патриарха Константинопольского Фотия, утверждает, что в 480 году Глицерий был участником заговора, целью которого было убийство Непота, осуществлённое в том же году комитами Виатором и Овидой. Возможно, Глицерий действовал в интересах Одоакра. Тем не менее, назначение Глицерия на престижную должность архиепископа Медиолана, которое могло бы служить доказательством в поддержку теории сотрудничества между Глицерием и Одоакром, обычно считается неподтверждённым слухом. Предположение о том, что Глицерий был архиепископом Медиолана, имеет под собой шаткое основание. Епископ Павии Магн Феликс Эннодий посвятил несколько коротких стихов епископам Медиолана, одного из которых называет Глицерием. Он был помещён между Мартинианом и Лазарем. Предполагается, что Глицерий скончался в Салоне.

## Итоги правления

Солид с портретом Глицерия

То, что Лев I не смог сразу найти подходящего кандидата на западноримский престол, свидетельствует о том, что у него не было людей, на которых он мог положиться. Как можно видеть по событиям тех лет, предательство стало обыкновенным явлением, и преданность императору практически исчезла.
Сделать выводы о Глицерии как о политике весьма сложно из-за его непродолжительного правления. На то, что император был глубоко верующим христианином, указывает его законотворческая деятельность. Он также сумел успешно избавиться от угрозы вторжения варваров.
После ухода из политики Глицерий посвятил себя служению Богу. В это время вследствие слабости государства церковь брала на себя всё больше и больше обязательств. Поэтому сообщение о причастии Глицерия к убийству Юлия Непота вполне вписывается в общую картину событий тех лет.